# Llenguatge de consulta de gràfics
GQL (Graph Query Language) és un llenguatge estàndard de consulta de gràfics publicat el 12-04-2024 com a ISO/IEC 39075:2024.

## Història
El projecte GQL és la culminació d'iniciatives convergents que es remunten al 2016, especialment una proposta privada de Neo4j a altres proveïdors de bases de dades el juliol de 2016, i una proposta del personal tècnic d'Oracle dins del procés d'estàndards ISO/IEC JTC 1 més tard aquell any.

### Proposta de projecte GQL 2019
El setembre de 2019, es va aprovar una proposta per a un projecte per crear un nou llenguatge estàndard de consulta de gràfics (ISO/IEC 39075 Tecnologia de la informació — Llenguatges de bases de dades — GQL) per votació dels organismes nacionals de normalització que són membres de l'ISO/IEC Joint Technical Comitè 1 (ISO/IEC JTC 1). JTC 1 és responsable dels estàndards internacionals de tecnologia de la informació. GQL està pensat per ser un llenguatge de consulta de bases de dades declarativa, com SQL.
La proposta de projecte GQL 2019 diu:
« L'ús del gràfic com a representació fonamental per al modelatge de dades és un enfocament emergent en la gestió de dades. En aquest enfocament, el conjunt de dades es modela com un gràfic, que representa cada entitat de dades com un vèrtex (també anomenat node) del gràfic i cada un. relació entre dues entitats com una vora entre els vèrtexs corresponents. El model de dades de gràfics ha cridat l'atenció pels seus avantatges únics. En primer lloc, el model de gràfics pot ser un ajust natural per a conjunts de dades que tenen estructures jeràrquiques, complexes o fins i tot arbitràries. Aquestes estructures es poden codificar fàcilment al model gràfic com a arestes. Això pot ser més convenient que el model relacional, que requereix la normalització del conjunt de dades en un conjunt de taules amb tipus de files fixes. En segon lloc, el model de gràfics permet l'execució eficient de consultes costoses o funcions d'anàlisi de dades que necessiten observar relacions multi-hop entre entitats de dades, com ara consultes d'accessibilitat, consultes de camí més curt o més barat o anàlisi de centralitat. Hi ha dos models de gràfics en ús actual: el model Resource Description Framework (RDF) i el model Property Graph. El model RDF ha estat estandarditzat pel W3C en diverses especificacions. El model Property Graph, d'altra banda, té multitud d'implementacions en bases de dades de gràfics, algorismes de gràfics i instal·lacions de processament de gràfics. Tanmateix, falta un llenguatge de consulta normalitzat comú per als gràfics de propietats (com ara SQL per a sistemes de bases de dades relacionals). Es proposa GQL per omplir aquest buit".

#### Norma ISO oficial
L'estàndard GQL, ISO/IEC 39075:2024 Tecnologia de la informació - Idiomes de bases de dades - GQL, va ser publicat oficialment per ISO l'abril de 2024.

### Organització del projecte GQL
El projecte GQL està dirigit per Stefan Plantikow (que va ser el primer enginyer principal del projecte Cypher per a Apache Spark de Neo4j) i Stephen Cannan (editor de correccions tècniques d'SQL). També són els editors dels primers esborranys de treball inicials de l'especificació GQL.
Tal com es va motivar originalment, el projecte GQL pretén complementar el treball de creació d'una especificació normativa de llenguatge natural implementable amb esforços comunitaris de suport que permetin les contribucions d'aquells que no poden o no estan interessats a participar en el procés formal de definició d'un JTC 1. Estàndard internacional. El juliol de 2019, el Linked Data Benchmark Council (LDBC) va acordar convertir-se en l'organització paraigua per als esforços dels grups de treball tècnics comunitaris. Els grups de treball Existing Languages i Property Graph Schema es van formar a finals de 2018 i principis de 2019 respectivament. A la tercera actualització de la comunitat GQL l'octubre de 2019 es va proposar un grup de treball per definir la semàntica denotacional formal per a GQL.

### ISO/IEC JTC 1/SC 32 WG3
Set organismes nacionals de normalització (els dels Estats Units, la Xina, Corea, els Països Baixos, el Regne Unit, Dinamarca i Suècia) han nomenat experts nacionals en la matèria per treballar en el projecte, que està dut a terme pel Grup de treball 3 (idiomes de bases de dades). del Subcomitè 32 (Gestió i intercanvi de dades) d'ISO/IEC JTC 1, normalment abreujat com a ISO/IEC JTC 1/SC 32 WG3, o només WG3 per abreujar-lo. WG3 (i els seus comitès predecessors directes dins de JTC 1) ha estat responsable de l'estàndard SQL des de 1987.